# The Boy Who Cried Werewolf (film din 2010)
Fratele meu știe că sunt vârcolac este un film american din 2010 având-o ca actriță principală pe Victoria Justice. Este disponibil subtitrat în româna.